# C/1952 M1 Peltier
C/1952 M1 Peltier è una cometa non periodica scoperta il 20 giugno 1952 dall'astrofilo statunitense Leslie Copus Peltier, la nona scoperta da Peltier.